# Strimmig krypstare
Strimmig krypstare (Rhabdornis mystacalis) är en fågel i familjen starar inom ordningen tättingar.

## Utseende och läte
Krypstarar är medelstora, långnäbbade tättingar med ett liknande beteende som trädkrypare. Strimmig krypstare har vit strupe och buk, bruna vingar och stjärt, svart ögonmask, fint vitstreckad mörk hjässa och svarta kroppssidor med breda vita strimmor. Den liknar andra krypstarar, men har annorlunda teckning på hjässan. Lätet består av ljusa tjippande ljud som ibland snabbas upp till ett tjatter.

## Utbredning och systematik
Strimmig krypstare förekommer på Filippinerna och delas in i två underarter med följande utbredning:
- Rhabdornis mystacalis mystacalis – öarna Luzon, Masbate, Negros, Catanduanes och Panay
- Rhabdornis mystacalis minor – öarna Basilan, Samar, Leyte, Bohol, Dinagat och Mindanao

Tidigare placerades krypstararna i den egna familjen filippinkrypare, men DNA-studier visar att de egentligen är avvikande starar.

## Levnadssätt
Strimmig krypstare förekommer i ursprunglig skog, i lågland och lägre bergstrakter, på lägre höjd än andra krypstarar. Den slår ofta följe med kringvandrande artblandade flockar. Fågeln lever av insekter som den plockar under trädens bark med sin långa näbb.

## Status och hot
Arten har ett stort utbredningsområde, men tros minska i antal, dock inte tillräckligt för att den ska betraktas som hotad. Internationella naturvårdsunionen IUCN listar därför arten som livskraftig (LC).

## Namn
Släktnamnet Rhabdornis är en sammansättning av grekiskans ῥαβδος (rhabdos, "strimma") och ορνις (ornis, "fågel").